# Creepypasta
蠕動意麵，或恐怖意麵（Creepypasta），是互聯網用戶透過複製和貼上去傳播相關的恐怖敍述和圖像。這些敍述和圖像通常是由網民用偏向簡短的文字，以及用自行設計的圖像去表達一些超自然的故事，其目的旨在嚇唬讀者，而當中可包括著謀殺、自殺和其他生活中所發生之奇異事件的故事。根據《時代雜志》描述，「Creepypasta」在2010年覆蓋了《纽约时报》大部份版面，更已經達到了高峰。至於中文未有一個正式的翻譯，而普遍網友則將其譯作「蠕動意麵」或「恐怖意麵」。
在主流媒體中，與虛構角色「Slenderman」有關的「Creepypasta」在2014年之後受到公眾的關注，主要原因是來自威斯康星一名十二歲女孩被她的兩個朋友刺傷（瘦長人刺傷案）。肇事者聲稱，他們想證明「懷疑「Slenderman」的人是錯了」之理論。此事發生之後，一些討論「Creepypasta」網站之管理員提醒讀者要懂得分辨哪些是虛構的、哪些是真實的，更不要被虛構內容誤導。
與都市傳說不同的地方是，「Creepypasta」顧名思義就是令人覺得詭異、不安、可怕的「意大利粉」，但都市傳說不但存在著這些「意大利粉」，同時也有著惡搞、有趣、笑料的傳說，李氏力場就是其中的例子，由此「Creepypasta」可以是都市傳說的一部份。此外，這些虛構故事都有着共通點，像是當中穿插「我身邊的人這樣告訴我」、「我曾經有著這樣的經歷」之類的句子，還會引用某地方、某物件、某時間，令閱讀的人認為事件真的發生過，並訴諸恐懼，使其他人以訛傳訛，忘卻故事本身就是虛構，以致整件事首先被發佈出來的源頭難以搜尋。

## 文化起源
Creepypasta是Creepy和Copypasta這兩個字的合成字；「Creepypasta」一字，最初是源於「Copy」和「Paste」兩字，合併後成為「Copypaste」，當中表面意思是指大量的複製和貼上，實際的意思則是指一些網友將自己幻想出來的故事大量的散佈。但後來「Copypaste」被拆散並重新組合，最後以「Creepy」（令人毛骨悚然的、令人不安的）和「Copypasta」（複製文，表示病毒式、複製和貼上的文字）兩字合併為「Creepypasta」。
Copypasta這個術語是2006年左右在4chan上創造的。Creepypasta這個術語是2007年左右在貼圖討論版4chan上創造的。

## 常見例子

### 瘦長人
瘦長人是個瘦高的人形生物，沒有明顯的臉部特徵，穿著標誌性的黑色西裝。該角色起源於2009年嚇人玩意Photoshop比賽，後來在《大理石黃蜂》另類實境遊戲的模擬恐怖中成為主要對手。根據大多數故事，他的目標是兒童。這個傳說也因2014年的瘦長人刺傷案而引起爭議。

### 殺手傑夫
Jeff The Killer，當中最主要的角色為傑夫。在相應的都市傳說中提及到傑夫搬了家後，其弟弟受到了其他小孩的欺負，他為了幫弟弟報仇而在一個派對舉行期間殺死欺負他的小孩，但同時間亦燒傷自己。看見燒傷的自己沒有了鼻子，整塊臉也白白的，之後傑夫變得精神錯亂，他跑到廁所裡燒掉自己的眼皮，劃開自己的嘴巴，最後殺死自己的父母和弟弟。自此之後，傑夫認為是其他小孩的錯，晚上時他就會像一隻壁虎一樣爬進小孩子的家裡，命令未睡的人「Go To Sleep!」（快去睡覺！），不然便會拿刀出來砍你。至於殺手傑夫的傳說可以追溯到2007年DarkYKnighT發布的YouTube影片。

### 耙子

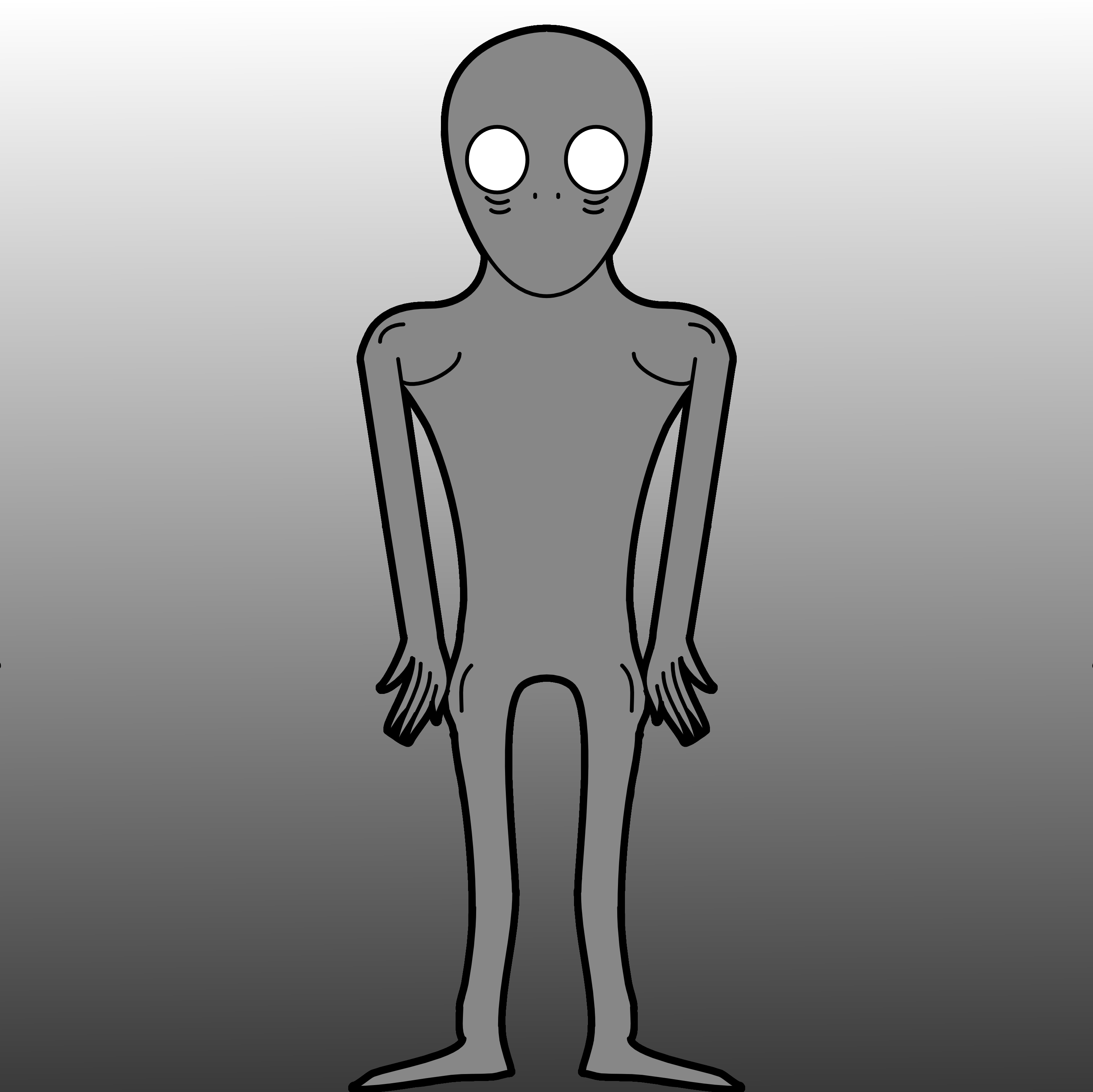
一张描绘耙子的画。

The Rake是个奇怪的人形生物，被描述为类似于裸体男子或无毛大狗。据报道在四个不同的大陆都有目击事件，有时被称为“皮肤行者”，已知最早的记载是1691年的一名水手日志。耙子因其巨大而锋利的爪子而得名，它在受害者的睡眠中撕裂他们，在某些情况下，它会用尖锐的声音与他们交谈。那些有幸在与耙子相遇中幸存下来的人通常最终会因它的外表和行为而受到创伤。

### 11英里儀式
一個想要實現自己願望的人沿著一條未知的道路走11英里，每英里都有一個可怕的障礙。當舉行儀式的人到達第11英里時，就可以說儀式已經完成，從而實現了願望。

### 探洞者泰德
探洞者泰德最初是2001年初的Angelfire網站，記錄了一名男子和他的朋友探索當地洞穴的冒險經歷。該故事採用一系列部落格文章的形式。當探險家進一步深入洞穴時，他們遇到了奇怪的象形文字和風。在最後一篇部落格文章中，泰德寫道，在經歷了一系列噩夢和幻覺後，他和他的同伴將帶著槍進入洞穴。自從最後一篇文章發布以來，該部落格尚未更新。

### 溺死班
由網民Alex Hall製作，於2010年開始發佈，溺死班講述一位叫Matt（網名Jadusable）的大學生聲稱自己拿到一位老人所給的《薩爾達傳說 穆修拉的假面》的遊戲卡匣，但遊戲已附上了被淹死的班的靈魂。把班留下的存檔刪掉後，怪事繼續出現，場景、音樂、内容等變得混亂，輓歌雕像失控地不斷纏擾玩家，出現了「You shouldn't have done that ...」、「You've met with a terrible fate, haven't you?」等可怕訊息。Jadusable最後在網上表示自己被班的靈魂纏上了，在朋友代發布的真相文件表示班隨著電線入侵了他的電腦和YouTube帳號，該頻道的影片和文字已受到篡改，並提到一個叫Moon Children的神秘宗教組織。後來這系列發展為ARG，圍繞著Moon Children的謎團發展。至今，輓歌雕像已成為了溺死班的標誌，並被插入到其他恐怖遊戲和影片。設定上，輓歌雕像是班的物理形式。2012年Alex Hall表示因資金問題和缺乏動力而停製溺死班，至今仍未推出故事的結局和謎底。

### Mereana Mordegard Glesgorv
這個故事由一位匿名用戶創建，講述了一段神秘的YouTube影片，影片中一名男子在深紅色的房間裡盯著鏡頭。沒有音軌；看過它的人要麼發瘋，挖出眼睛，要麼自殺；有些受害者莫名其妙地將自己被撕裂的眼睛郵寄到YouTube總部。故事中的影片在YouTube上被多次重新製作。

## 其他類型
消失集數
消失集數（Lost Episode）指一些電視劇集（一般是卡通）的集數，因為怪異血腥內容而沒有播出或者刪除了。這些所謂的消失集數通常著重於自殺，或暗示觀眾將遭受重大傷害。一些消失集數型creepypasta集中在本地的公共廣播節目上，而不是全國聯播的節目。
電子遊戲
電子遊戲下的Creepypasta專注於包含怪誕或暴力內容的電子遊戲；這些內容可能會溢出到現實世界中，並導致玩家傷害自己或他人。許多電子遊戲類型的Creepypasta都包含惡毒的靈體，例如鬼魂或人工智能。
變態殺手
這些Creepypasta所講述的是有人，通常是十幾歲的人，由於童年不好、事故、被凌虐、實驗出錯，或者只是一種超自然的威脅而成為毀了容的精神病殺手。著名例子有傑夫殺手（Jeff the Killer）、無眼杰克（Eyeless Jack)、血腥畫家(Bloody painter)和兇殺者劉（Homicidal Liu）。
超自然生物
這些Creepypasta具有超自然生物，或是來自傳說、神話和民間傳說的真實怪物。例子有瘦長人（Slenderman），大笑杰克（Laughing Jack），The Rake和Zalgo。

## 媒體影響
- 2015年5月，Machinima公司宣布計劃製作一部由克里夫·巴克策劃的真人網絡連續劇，名為《克里夫·巴克的恐怖義麵》，主要講述瘦長人子和溺死班；但在Machinima倒閉後，該系列劇就沒有下文了。
- 美國電視劇《零號頻道》的每一季都基於不同的恐怖義麵。
- 電影製片人約翰·法雷利（英语：John Farrelly (director)）計劃於2020年上映一部名為《睡眠實驗》的電影，該電影以俄羅斯睡眠實驗為基礎，但該項目從未實現。